# Novembre
Novembre (v českém překladu listopad) je italská gothic/doom metalová kapela, která byla založena roku 1993 ve městě Řím bratry Giuseppem and Carmelem Orlandovými pocházejícími ze Sicílie.
Předchůdkyní byla ryze death metalová kapela Catacomb (1990–1993).
První studiové album s názvem Wish I Could Dream It Again... vyšlo v roce 1994.

## Diskografie

### Studiová alba
- Wish I Could Dream It Again... (1994)
- Arte Novecento (1996)[2]
- Classica (1999)
- Novembrine Waltz (2001)
- Dreams d'Azur (2002)
- Materia (2006)
- The Blue (2007)
- URSA (2016)